# Maki Haneta
Maki Haneta (埴田 真紀 Haneta Maki?), född 30 september 1972, är en japansk tidigare fotbollsspelare.
Maki Haneta debuterade för japans landslag den 4 december 1993 i en 6–1-vinst över Taiwan. Hon spelade 30 landskamper för det japanska landslaget. Hon deltog bland annat i fotbolls-VM 1995 och OS 1996.